# Nova (schwedische Band)
Nova war ein schwedisches Popduo, bestehend aus Claes af Geijerstam (* 1946 in Norrköping) und Göran Fristorp (* 1948 in Örebro).

## Hintergrund
Unter dem Namen Malta gewannen sie das Melodifestivalen 1973 mit ihrem Titel Sommaren som aldrig säger nej. Aufgrund der Verwechslungsgefahr mit der Inselrepublik Malta wurde der Bandname in Nova umgeändert. Sie erreichten dann beim Eurovision Song Contest 1973 in Luxemburg den 5. Platz mit dem Titel You're Summer, einer englischsprachigen Version des Songs. Das Orchester dirigierte Monica Dominique als erste Dirigentin überhaupt in der Geschichte des Song-Contests.